# Faglia di Nootka

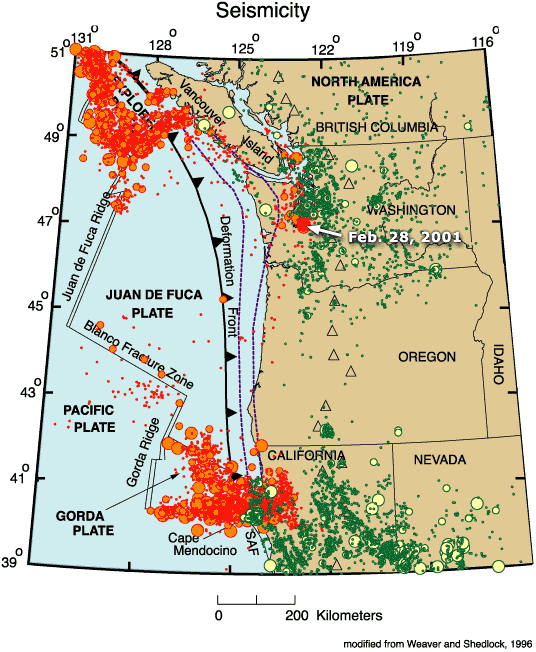
La Faglia di Nootka è visibile in alto a sinistra, tra la placca Explorer, a nord, e la placca Juan de Fuca, a sud.

La faglia di Nootka è una faglia trasforme tutt'oggi attiva, situata sul fondo dell'Oceano Pacifico nordorientale, a sud-ovest dell'isola di Nootka, nelle vicinanze dell'isola di Vancouver, nella regione canadese della Columbia Britannica.

## Geologia
La faglia di Nootka giace tra la placca Explorer, a nord, e la placca di Juan de Fuca, a sud (queste ultime, assieme alla placca di Gorda, costituiscono quello che rimane della grande placca Farallon la cui maggior parte ha, nel tempo, subdotto sotto la placca nordamericana) e si estende verso nord-est a partire dalla tripla giunzione delle due placche e della placca nordamericana, in questo punto la faglia incontra la dorsale di Juan de Fuca che arriva da sud-ovest e la zona di frattura di Sovanco che arriva da nord-ovest.
Nei pressi della faglia di Nootka è presente il Maquinna, un vulcano di fango sottomarino tutt'ora attivo.